# Национальный совет по обеспечению финансовой стабильности
Национальный совет по обеспечению финансовой стабильности — действующий совещательный орган, образованный при Правительстве Российской Федерации в 2013 году для рассмотрения вопросов обеспечения стабильности финансовой системы, выявления системных рисков и разработки предложений о мерах, направленных на их снижение.
Решения принимаются на основе консенсуса, они носят рекомендательный характер для федеральных органов исполнительной власти и Банка России.

## Функции Совета
Основными задачами Совета являются:
- оценка общего состояния мировой экономики и рисков, связанных с её изменением;
- осуществление анализа результатов мониторинга общего состояния финансовых и товарных рынков, оценка системных рисков, связанных с их развитием;
- оценка методики определения системно значимых финансовых институтов (кредитных организаций, банковских холдингов и групп, небанковских финансовых институтов, объектов инфраструктуры финансового рынка) и их перечня;
- рассмотрение методик выявления и оценок системных рисков и угроз финансовой стабильности;
- оценка уровня системных рисков и угроз финансовой стабильности;
- разработка предложений о мерах, направленных на восстановление финансовой стабильности.

## Структура Совета
Персональный состав Совета утверждается Правительством Российской Федерации. Совет возглавляет Первый заместитель Председателя Правительства. В состав Совета входят представители исполнительной власти и Банка России:
- помощник Президента Российской Федерации по экономике,
- генеральный директор государственной корпорации «Агентство по страхованию вкладов»,
- министр финансов и заместитель министра финансов,
- министр экономического развития и заместитель министра экономического развития,
- председатель Банка России и четыре первых заместителя председателя Банка России.

В Совете обеспечено равное представительство от Правительства Российской Федерации и Банка России.
Состав Секретариата Совета формируют руководитель Секретариата Первого заместителя Председателя Правительства Российской Федерации, заместитель министра финансов Российской Федерации и директор  Департамента финансовой стабильности Банка России.

## Председатели Совета
| Период                                   | Председатель |
| ---------------------------------------- | --- |
| 15 июля 2013 года – 24 февраля 2015 года | Силуанов А.Г., министр финансов Российской Федерации                                                                      |
| 25 февраля 2015 года – 25 июля 2018 года | Шувалов И.И., Первый заместитель Председателя Правительства Российской Федерации                                          |
| 26 июля 2018 года - н.в.                 | Силуанов А.Г., первый заместитель Председателя Правительства Российской Федерации - Министр финансов Российской Федерации |

## Транспарентность
При получении рекомендаций члены Совета должны представить информацию об  их  выполнении или невыполнении в срок, указанный в протоколе заседания, следуя принципу comply or explain. Однако заседания и решения Совета не обладают транспарентностью ввиду отсутствия о них публичной информации.
Из прессы известно, что Совет рассматривал такие темы как регулирование и контроль за государственными институтами развития, а также реформа лизинга.

## Международный опыт
Группа двадцати в 2009 году преобразовала Форум финансовой стабильности, существовавший с 1999 года, в Совет по финансовой стабильности. Он создан в форме международной организации для координации политик финансовой стабильности стран-участниц.
В 2015 году Президент Украины указом создал Совет по финансовой стабильности, целью которого является обеспечение своевременного выявления и минимизации рисков, угрожающих стабильности банковской и финансовой системы государства.
В 2016 году постановлением совета министров и Национального банка Беларуси Совет по финансовой стабильности создан в Беларуси для организации и координации взаимодействия государственных органов при осуществлении мониторинга финансовой стабильности.